# Villasbuenas de Gata
Villasbuenas de Gata és un municipi de la província de Càceres, a la comunitat autònoma d'Extremadura (Espanya). El 2023 tenia 404 habitants.